# Arachnodes micans
Arachnodes micans là một loài bọ cánh cứng trong họ Bọ hung (Scarabaeidae).